# Karla Melo
Karla Andrea Espinoza Melo (Santiago, 9 de septiembre de 1986), más conocida como Karla Melo, es una actriz y cantante chilena, especialmente conocida por su rol protagónico en la serie El reemplazante.

## Biografía
Nació en 9 de septiembre de 1986, creció en la comuna de Recoleta. De padre ausente, su madre falleció de un cáncer terminal cuando ella tenía 8 ocho años, por lo que fue criada desde entonces por su abuela. Estudió actuación en el Instituto Duoc UC.

## Carrera actoral
Comenzó su carrera en 2012, donde saltó a la fama en la exitosa serie de TVN El reemplazante, donde interpretó a la estudiante Flavia Tello por dos temporadas. Ese mismo año, tuvo una participación recurrente en la telenovela Pobre rico de TVN, interpretando a Denise Lagos, donde fue pareja televisiva del actor Alonso Quintero.
Durante 2014 se integró a Chilevisión y formó parte de la telenovela Las 2 Carolinas, en la que encarnó a Carla Ferrada. El mismo año volvió a TVN para formar parte de la telenovela Caleta del sol, donde interpretó a la joven Fabiana Cordero, amiga del personaje de Silvana Salgueiro. A pesar de los bajos resultados de la telenovela del canal estatal, los seguidores consideraron al personaje como uno de los mejor logrados.
El 2015 firmó con Canal 13 para hacer la teleserie nocturna 20añero a los 40, donde encarnó a Alison Mercedes Espinoza, emitida el primer semestre del 2016. Ese mismo año, se emitió la serie que Karla grabó para Mega, Chico reality. En esta interpretó a Soledad "Sol" Cepeda, la hermana del protagonista y antagonista. También ese año se unió a Preciosas, en la que interpretó a Paola Farfán, una joven que intentó provocar una explosión y terminó en prisión; en ese lugar se enamoró de Elsa (Tamara Acosta). 
En 2017 fue presentadora en la ceremonia de inauguración del Festival de Cine chileno "Fecich" de la provincia del Marga Marga, junto al actor Koke Santa Ana, además se unió a Tranquilo Papá, en la que interpretó a Natalia.
En 2018 grabó la exitosa telenovela de Chilevisión Gemelas, emitida entre 2019 y 2020, en la que formó parte de una banda musical llamada Vicho y las Gaviotas del Norte. La banda rompió las barreras de la ficción y durante 2019 tuvo una gira musical por Chile, y subió cuatro videoclips musicales a YouTube.
En 2021, Karla participó del programa The covers de Mega, imitando a Selena con las canciones «Bidi bidi bom bom»,«Amor prohibido» y «Si una vez»; y a Thalía con las canciones «Piel morena», «Por amor», «Gracias a Dios», «Entre el mar y una estrella», y «A quién le importa». Luego de retirarse del programa, anunció el inicio de su carrera musical.
En 2022, participó en el programa de baile Aquí se baila.
En la edición 2023 de los Premios MUSA, Karla Melo obtuvo el galardón de "Artista Proyección", por votación popular.
En 2024 se anunció que Melo sería la protagonista de la versión cinematográfica de Relatos de una mujer borracha, producida por Storyboard Media, dirigida por Gabriel "JG" Biggs y basada en las novelas de Martina Cañas.

## Carrera musical
Su primer acercamiento con la música nació durante su participación en la telenovela "Gemelas", donde -junto a la banda Vicho y las Gaviotas del Norte- rompió las barreras de la ficción e inició una gira musical por Chile, donde Karla despertó su amor por la escena musical.
Luego de ello, en 2021, participó en el programa de imitación musical de Mega, The covers, donde sorprendió a los televidentes con impecables presentaciones de Selena y Thalía. Fue al término de su participación en este espacio televisivo cuando decide anunciar el inicio de su carrera como solista.
Ese mismo año, Karla Melo sacó su primer single, Voh no sabi querer, una cumbia/reguetón que fue citada por los medios como un estilo que hacía recordar la música de Thalía.
Luego de ello, Karla fue lanzando una serie de canciones, demostrando un enorme talento musical y un especial cuidado por la calidad de sus videoclips. Así presentó Pan Pan Vino Vino (que además de su videoclip oficial, contó con una versión "dance"), Latina (ft. Flor de Rap), Por Ti, Solo Contigo (ft. Dunguita), Romance Ilegal, Se me enamoró la MM, Mírame a los ojos (ft. Javier Venegas), Virgo y Las Washas.
De este modo, en noviembre de 2023, Karla Melo presentó su primer disco: "LATINA", que además de las canciones anteriormente citadas, contó con Amor Cagón, Dos Adictos (ft. Jordan) y Besos de Papel.         

## Vida personal
En 2017 conoció, durante la grabación de un videoclip, a Dunga Caro, vocalista de la banda de cumbia La Combo Tortuga, con quien empezaría una relación posteriormente. En 2024 finalizaron la relación, pero en marzo de 2025 anunciaron su reconciliación.
En marzo de 2025 Karla anunció que había sido diagnosticada con cáncer de mama triple negativo en etapa 1, ante lo cual empezó un tratamiento de quimioterapia.

## Filmografía

### Telenovelas
| Teleseries | Teleseries           | Teleseries                  | Teleseries  | Teleseries    |
| Año        | Teleserie            | Rol                         | Canal       | Papel         |
| ---------- | -------------------- | --------------------------- | ----------- | ------------- |
| 2012       | Pobre rico           | Denisse Lagos               | TVN         | Reparto       |
| 2014       | Las 2 Carolinas      | Carla Ferrada               | Chilevisión | Reparto       |
| 2014       | Caleta del Sol       | Fabiana Cordero             | TVN         | Reparto       |
| 2015       | Veinteañero a los 40 | Alison Espinoza             | Canal 13    | Antagónico    |
| 2016       | Preciosas            | Paola "Palito Santo" Farfán | Canal 13    | Coprotagónico |
| 2017       | Tranquilo papá       | Natalia "Natu" Flores       | Mega        | Reparto       |
| 2018       | Wena profe           | Lucinda Peña                | TVN         | Invitada      |
| 2019       | Gemelas              | Magaly Tamayo               | Chilevisión | Reparto       |
| 2023       | Dime con quién andas | Jennifer Pacheco            | Chilevisión | Invitada      |

### Series y unitarios
| Serie de televisión | Serie de televisión | Serie de televisión | Serie de televisión | Serie de televisión |  |
| Año                 | Series              | Rol                 | Canal               | Papel               |  |
| ------------------- | ------------------- | ------------------- | ------------------- | ------------------- |  |
| 2012                | Infieles            | Carla               | Chilevisión         | Recurrente          |  |
| 2012-2013           | El reemplazante     | Flavia Tello        | TVN                 | Protagónico         |  |
| 2016                | Chico Reality       | Sol Cepeda          | Mega                | Antagónico          |  |

### Videos musicales
- La Sagrada - Vas a llegar
- Blue Mary - Tu eres Luz
- Rio Pacheco - La Rabia se va en las Manos
- La combo tortuga - Cable a tierra

### Publicidad
- (2017) FashionsPark - Día De La Madre / Laf Producciones